# Gökcan Kaya
Gökcan Kaya (født 7. august 1995) er en dansk fodboldspiller af tyrkisk herkomst, der spiller på midtbanen for Manisaspor.

## Karriere

### Randers FC
I maj 2012 skrev Kaya i en alder af 16 år under på en ungdomskontrakt med Randers FC.
Han fik sin debut for førsteholdet i en cupturneringskamp imod Kolding BK, en kamp som Randers vandt 7-1, hvor han startede på bænken, men blev senere skiftet ind i stedet for Mads Fenger i det 62. minut.

### Hobro IK
Hobro IK annoncerede den 10. juni 2015, at Kaya havde skrevet under på en kontrakt med Hobro IK.
Kaya fik sin debut for Hobro den 19. juli 2015 i et 3-0-nederlag imod OB.

### Manisaspor
Den 29. august 2016 blev det offentliggjort, at Kaya skiftede til den tyrkiske klub Manisaspor.